# Wadi Feiran

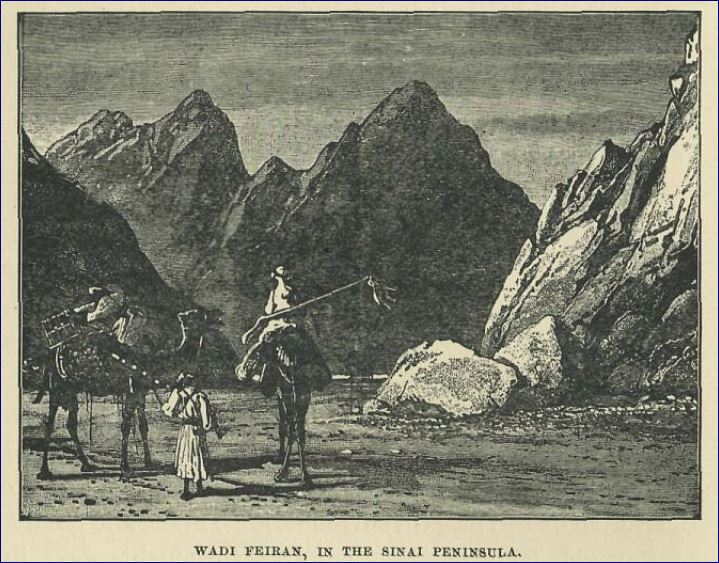

El Wadi Feiran o Wadi Faran es el wadi más grande y ancho de la Península del Sinaí, Egipto. Es un valle o río seco, con caudal efímero o intermitente, que fluye casi exclusivamente durante la temporada de lluvias y nace en las montañas que rodean el Monasterio de Santa Catalina, a 2500 m s.n.m. 
Según la tradición judeocristiana, es uno de los posibles lugares de Refidim, una estación del Éxodo donde Moisés golpeó una roca y provocó que brotara agua, permitiendo beber a los hebreos, su pueblo.
El Wadi Feiran tiene longitud aproximada de 81 millas (130,4 km). Sus tramos superiores, alrededor del monte Sinaí, se conocen como Wadi el-Sheikh. Desemboca en el Golfo de Suez del Mar Rojo 18 millas (29,0 km) al sureste de Abu Zenima. Ptolomeo identificó el área como el sitio de Paran. La colina cercana también se llama Feiran.

## Oasis de Wadi Feiran
El oasis de Wadi Feiran, anteriormente conocido como El Hesweh, abarca aproximadamente unas 3 millas (4,8 km) de la longitud del wadi, 28 millas (45,1 km) antes de su desembocadura. 

## Beduinos del Sinaí
Los beduinos, un pueblo nómada que vivía en tiendas de campaña con cabras  pero que ahora viven en chozas de piedra, tradicionalmente ofrecen su hospitalidad a los huéspedes en el Wadi Feiran y el Oasis de Feiran, cerca del Monte Sinaí. Los beduinos generalmente se sienten honrados de ofrecer hospitalidad a los viajeros. Es posible que ofrezcan té, café y, tan recientemente como en 2003, se hayan sentido obligados a sacrificar un animal para sus invitados.  Werner Braun, fotógrafo periodístico, fotografió a los beduinos en el Wadi Ferian.  
Las guías de viaje, sin embargo, aconsejan a los visitantes que no abusen de la bienvenida, informando que los anfitriones beduinos creen que una estadía razonable es de tres días: el primer día es para saludar, el segundo día es para comer y el tercer día es para hablar. A la cuarta mañana, el visitante que no sale es tan desagradable "como la serpiente moteada".
Los peregrinos y turistas interesados vienen aquí y al cercano Monasterio de Santa Catalina. Durante un tiempo, un monje del monasterio Saint Catalina, también mantuvo una pequeña iglesia y una granja en el Wadi Feiran.